# Larry Silva
Clarence Richard Silva znany jako Larry Silva (ur. 6 sierpnia 1949 w Honolulu na Hawajach) – amerykański duchowny katolicki, biskup Honolulu w metropolii San Francisco od 2005.

## Życiorys
Ukończył seminarium duchowne w Menlo Park. Święcenia kapłańskie otrzymał 2 maja 1975 z rąk bpa Floyda Begina w katedrze św. Franciszka Salezego w Oakland. W latach 1975–1978 studiował język hiszpański w Cuernavaca w Meksyku. Pracował następnie duszpastersko w wielu parafiach na terenie diecezji Oakland. Dyrektor ds. powołań w latach 1979-1983. Od 2003 był wikariuszem generalnym i moderatorem kurii diecezji diecezjalnej. Współpracował nad planami budowy nowej katedry zniszczonej podczas trzęsienia ziemi w 1989.
17 maja 2005 papież Benedykt XVI mianował go ordynariuszem diecezji Honolulu. Sakrę otrzymał na rodzinnej wyspie i była to pierwsza w historii ordynacja biskupia dokonana na Hawajach. Obrzędom konsekracji przewodził późniejszy kardynał William Levada.